# 西瀛勝境牌樓
西瀛勝境牌樓，是位於台灣澎湖縣馬公市的紀念設施，同時也是該地區少數二二八事件相關之紀念物，現為澎湖縣歷史建築。

## 歷史
民國36年（1947年）2月27日至5月16日期間，台灣發生二二八事件，更擴及臺灣民眾大規模反抗政府與攻佔官署，本省人對外省人報復攻擊，中華民國國民政府派遣軍隊逮捕與鎮壓臺灣民眾等事。此事件造成民眾大量的傷亡。

### 二二八事件的澎湖
其中澎湖地區自3月2日實施夜間管制，在要塞司令部密切「嚴守秩序」下，未發生重大動亂，然而依舊有衝突餘波、零星衝突發生，如澎湖知名鄉紳紀雙抱的大女兒紀淑、二女兒紀美遭遇士兵開槍射擊，使紀淑一度有喪命之虞之紀淑事件。所幸在澎湖地方仕紳（馬公鎮長高順賢、參議會副議長郭石頭、士紳陳伯寮等人）發揮其影響力，充份掌握民情，在各種場合力勸青年冷靜，和澎湖二二八事件處理委員會之治安組長許整景與副治安組長（呂安德等人，積極跟應澎湖要塞司令官史文桂中將交涉與說明下，化解了此不必要的緊張。而原本陳儀命令史文桂出兵協助鎮壓，也在許整景等人勸說，及考量集中兵力以確保澎湖安全下，以馬公情勢不穩與顧慮參議會要求為理由，最終並未派兵到臺灣，才避免在二二八事件中造成更多死傷。

### 二二八事件之後
民國36年（1947年）12月，國民政府因澎湖居民並未隨之大規模武裝起事，嘉勉軍方表現得宜，為了不再深化省內外衝突，蔣介石同意海軍代總司令桂永清的提案，指示國防部長白崇禧撥款國幣兩億元（約舊台幣5,714,000元）賑濟澎湖，以茲獎勵。收到款項後，澎湖各界人士決議在澎湖觀音亭附近興建「中正公園（現觀音亭海濱公園，除介壽亭外其餘設施已不復存），以回饋地方公用，並於12月在公園入口設立「西瀛勝境」牌樓記敘事件始末，此為牌樓之由來。 
2005年2月22日，西瀛勝境牌樓曾遭受貨櫃車衝撞而導致嚴重損壞，後在縣文化局發包修復下於2007年修復完成。

## 建築設計
西瀛勝境牌樓為加強磚造之建築，外觀為白色，正反面頂端則有黃色的「西瀛勝境」四字及兩個國民黨黨徽，其中「西瀛」兩字得名自澎湖古地名，為當年李玉林縣長之機要秘書鄭時光先生所題，鄭先生琴棋書畫皆通，寫得一手好字，亦偶為機關團體題字。牌樓南北兩柱之下方有兩處碑文，均由當時的馬公要塞司令部史文桂中將所撰立：

### 碑文

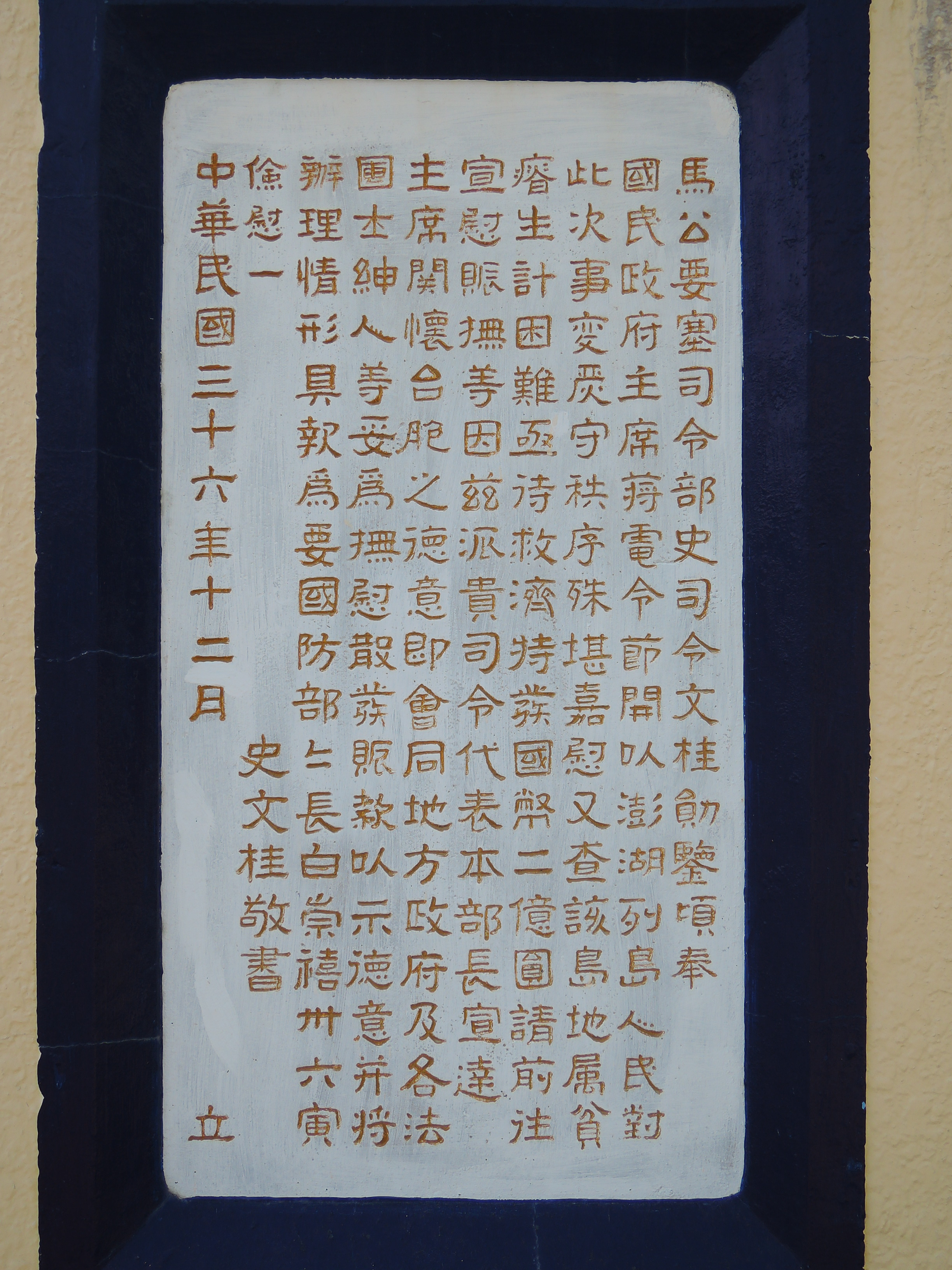
碑文一：牌樓沿革

碑文一為牌樓沿革且無題名，謹由碑文為： 
|  | 馬公要塞司令部史司令文桂勛鑒頃奉︰國民政府主席蔣電令，節開以澎湖列島人民，對此次事变嚴守秩序，殊堪嘉慰。又查該島地属貧瘠，生計困難，亟待救濟，特撥國幣二億圓，請前往宣慰賑撫等因。茲派貴司令代表本部長宣達主席關懷台胞之德意，即會同地方政府及各法團士紳人等妥為撫慰，散發賑款以示徳意，并將辦理情形具報為要。國防部部長白崇禧卅六寅儉慰一 史文桂敬書 中華民國三十六年十二月 立 |

碑文二為建築中正公園記，謹由碑文為：

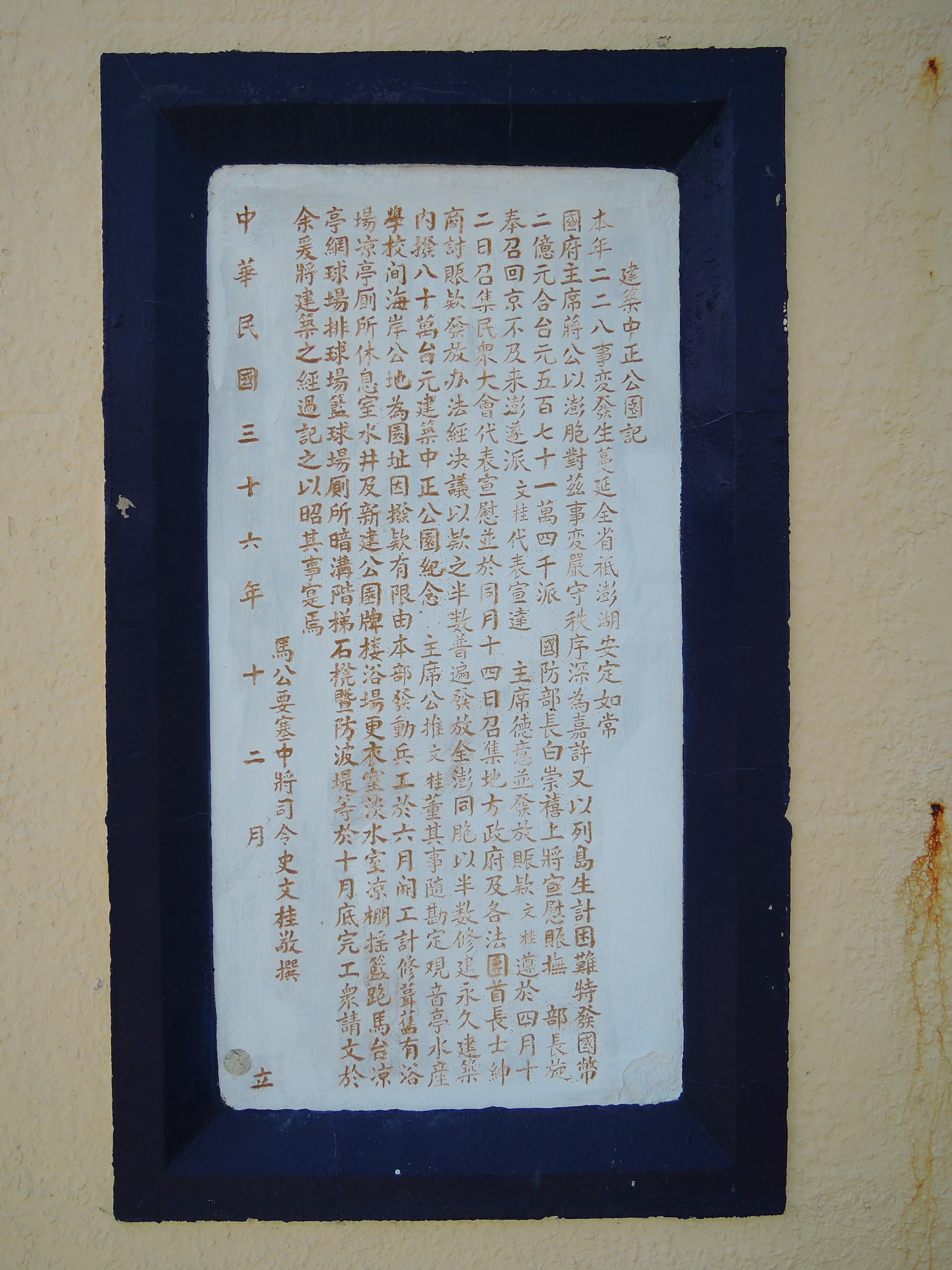
碑文二：建築中正公園記

|  | 本年二二八事變發生蔓延全省，祇澎湖安定如常。國府主席蔣公，以澎胞對茲事变嚴守秩序，深為嘉許。又以列島生計困難，特發國幣二億圓合台元五百七十一萬四千派國防部長白崇禧上將宣慰賑撫。部長旋奉召回京，不及來澎。遂派文桂代表宣達主席德意，並發放賑款。文桂遵於四月十二日召集民眾大會代表宣慰，並於同月十四日召集地方政府及各法團首長士紳，商討賑款發放辦法。經決議以款之半數，普遍發放全澎同胞；以半數修建永久建築；內撥八十萬台元，建築中正公園紀念主席。公推文桂董其事，隨勘定觀音亭、水產學校間海岸公地為園址。因撥款有限，由本部發動兵工，於六月開工。計修葺舊有浴場、涼亭、廁所、休息室、水井及新建公園牌樓、浴場、更衣室、淡水室、涼棚、搖籃、跑馬台、涼亭、網球場、排球場、籃球場、廁所、暗溝、階梯、石櫈暨防波堤等，於十月底完工。眾請文於余，爰將建築之經過記之，以昭其事寔焉。 馬公要塞司令中將史文桂敬撰 中華民國三十六年十二月 立 |

## 圖冊

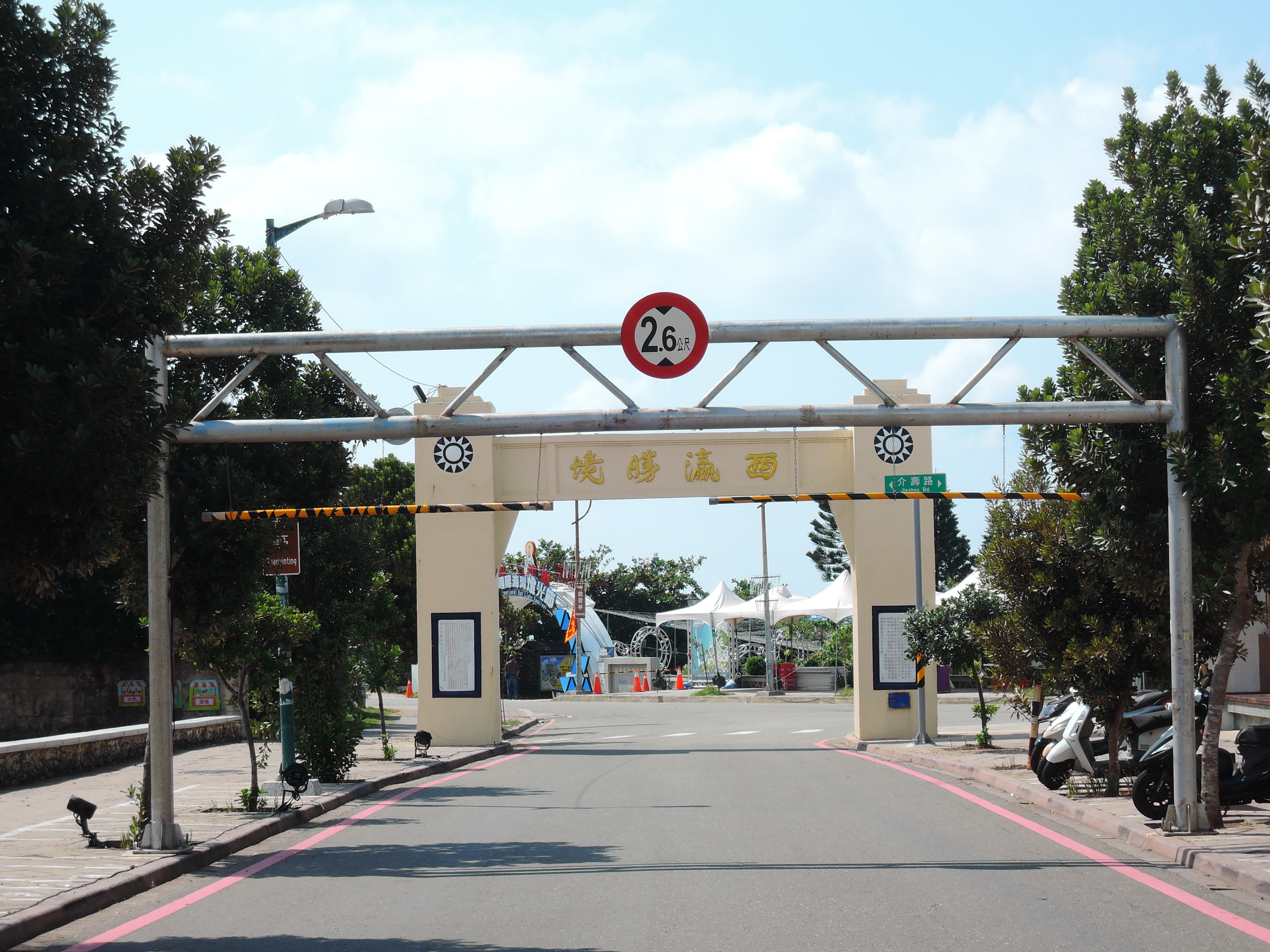
西瀛勝境牌樓遠景
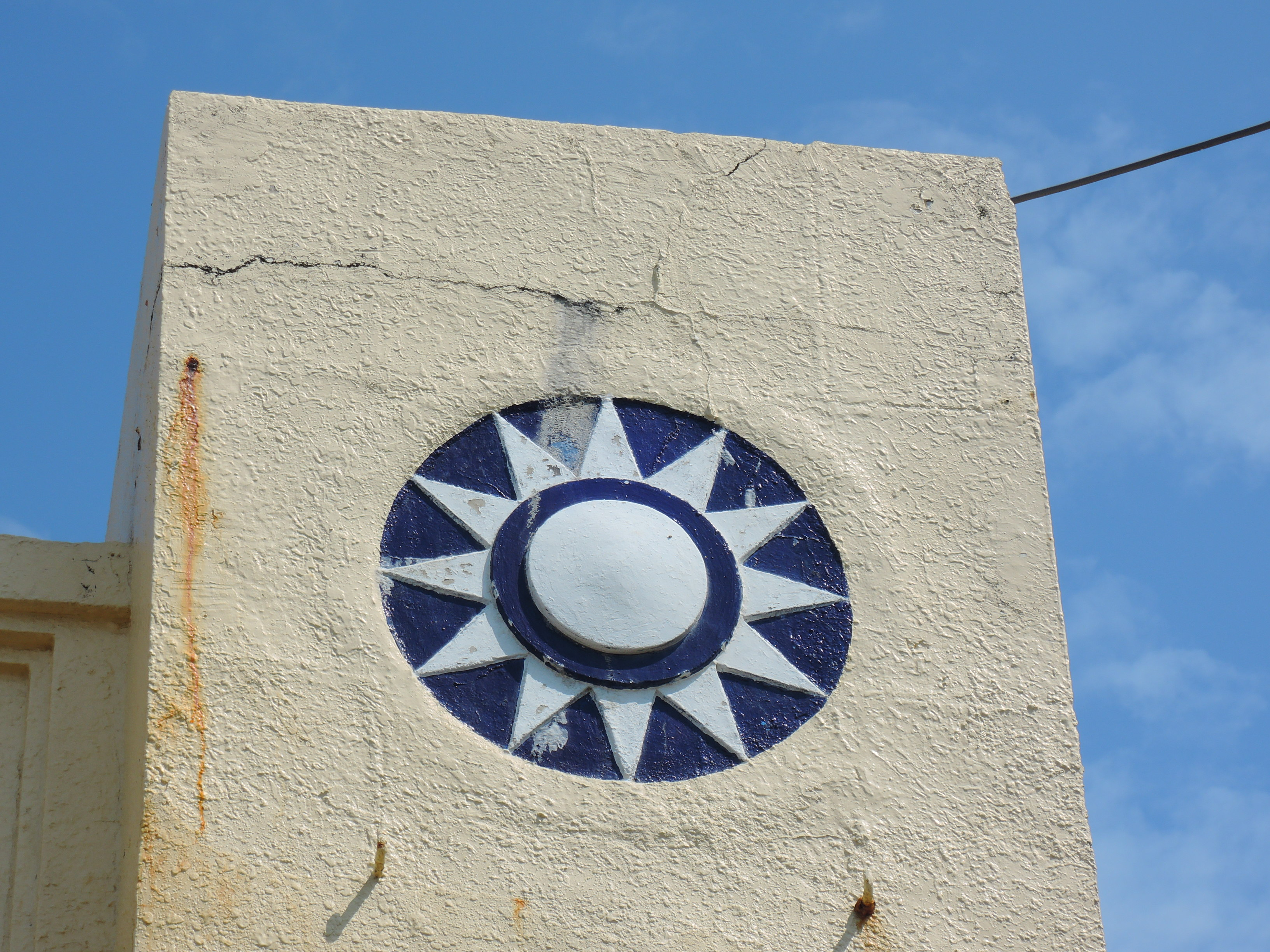
西瀛勝境牌樓的國民黨徽
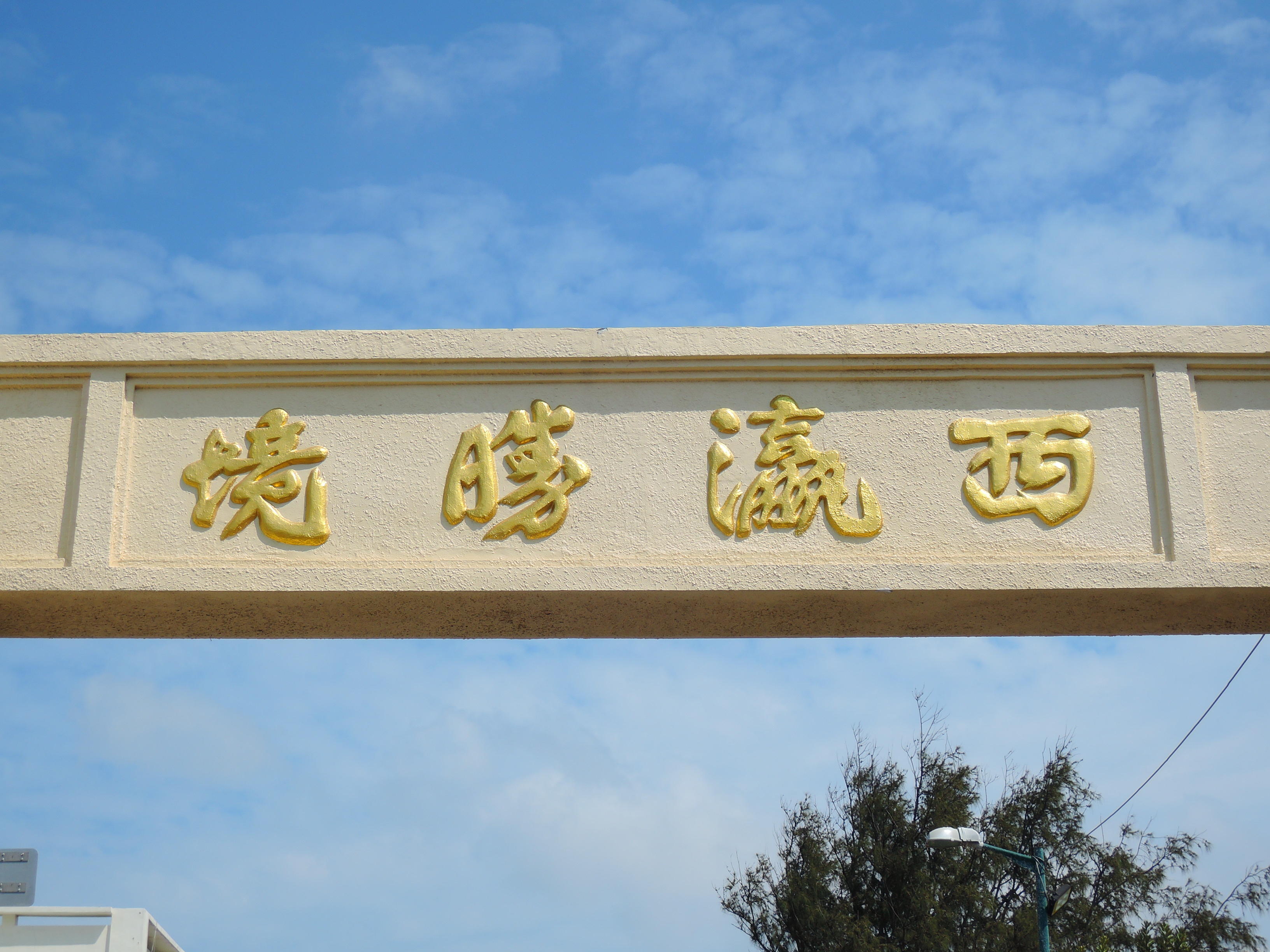
西瀛勝境四字
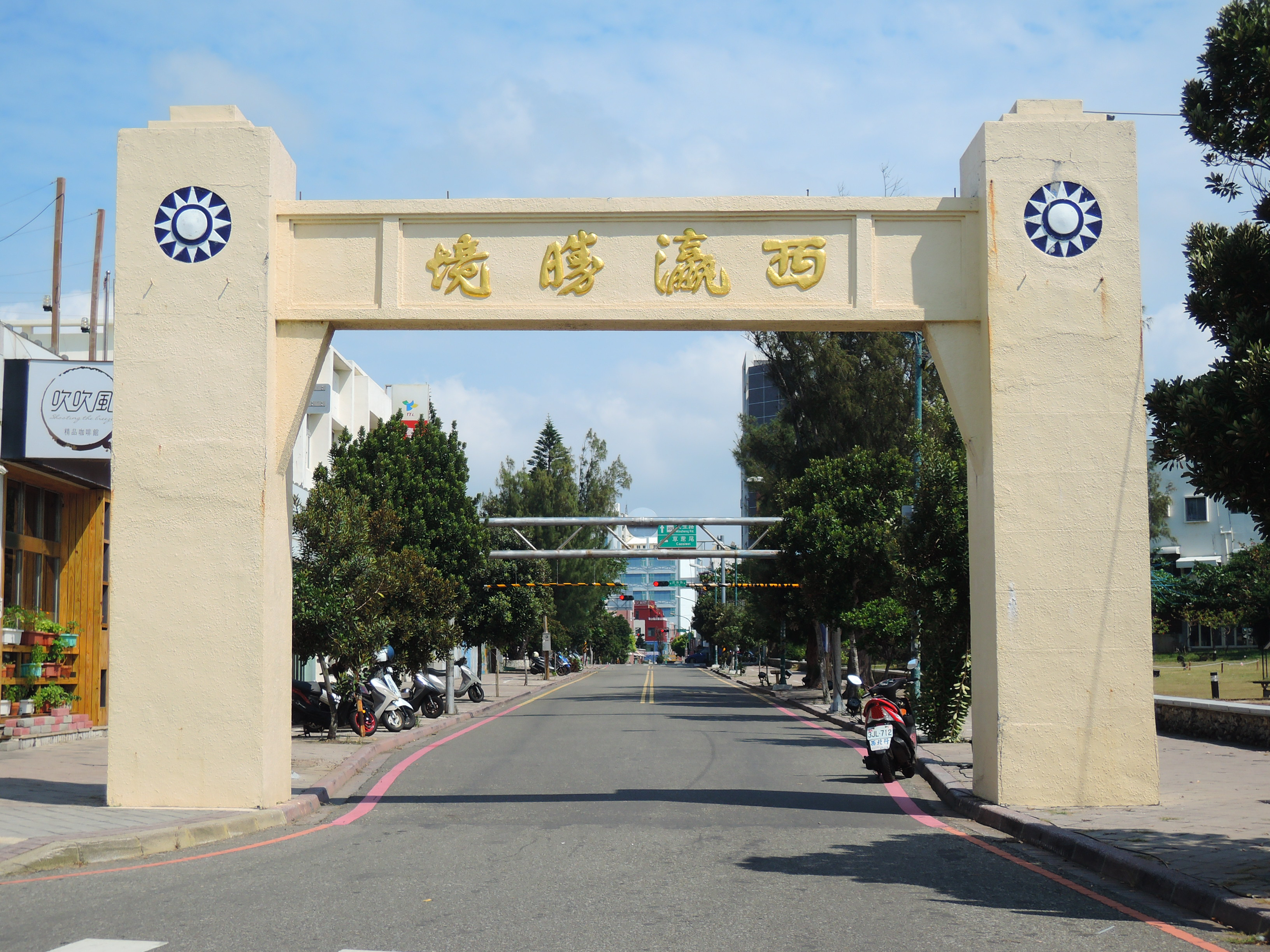
西瀛勝境西面

## 文學創作

### 西瀛勝境
澎湖縣政治人物冼義哲申請國家文化藝術基金會的「文學創作」補助款，書寫伯公趙文邦在澎湖地區、1945年間響應228事件起事未遂為故事背景，以筆名「鳴鏑」寫作《西瀛勝境：那群在二二八事件抗爭的澎湖青年》一書，2020年6月25日由秀威資訊出版。

## 外部連結
- 西瀛勝境牌樓 - 澎湖知識服務平台 （页面存档备份，存于）
- 西瀛勝境牌樓  -文化部iCulture-文化空間 （页面存档备份，存于）
- 日治時期臺灣的軍事要地 - 中央研究院 （页面存档备份，存于）